# Itati (gemeente)
Itati is een gemeente in de Braziliaanse deelstaat Rio Grande do Sul. De gemeente telt 2.720 inwoners (schatting 2009).